# Chiesa di San Giorgio (Dolceacqua)
La chiesa di San Giorgio è un luogo di culto cattolico situato nel comune di Dolceacqua, in via Roma, in provincia di Imperia.

## Storia e descrizione

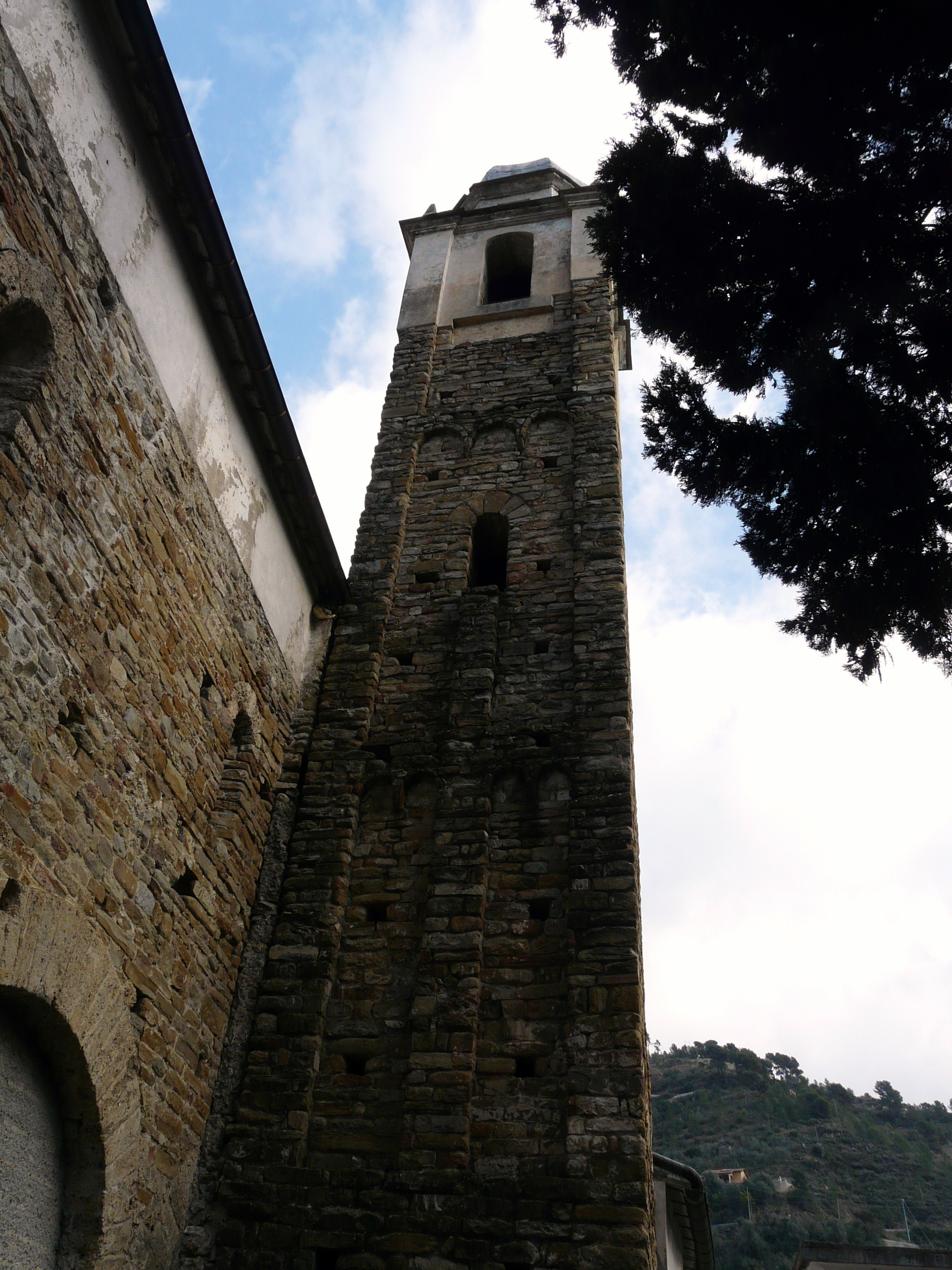
Il campanile

Ubicata nella zona del locale cimitero, il primo impianto e fondazione della chiesa plebana di San Giorgio risale quasi certamente al X secolo ad opera dei monaci benedettini.
Nel secolo successivo subì una trasformazione dell'impianto interno in stile architettonico romanico, con la divisione in tre navate, salvo poi ritornare in epoca gotica ad una navata più ampia nel XIV secolo e con l'aggiunta di un'abside poligonale e una nuova cripta. Le due trasformazioni architettoniche sono ben visibili nella facciata esterna: in alto e a sinistra la parte gotica, mentre nella parte a destra e nella base del campanile quelle romaniche.
Anche la cripta subì tra il XVI e il XVII secolo modifiche per la collocazione dei sepolcri in pietra scolpita dei signori di Dolceacqua Stefano Doria (1580), posizionato a sinistra, e di Giulio Doria (1608) a destra.
All'epoca barocca risale la collocazione della piccola cupola del campanile.
Due scale laterali permettono di raggiungere l'altare maggiore, quest'ultimo sopraelevato dalla sottostante cripta.